# Arturo Salazar Mejía
Arturo Salazar Mejía (né le 11 avril 1921 et mort le 1er novembre 2009) est l'évêque catholique du diocèse catholique romain de Pasto, en Colombie de 1977 à 1995, et auparavant vicaire apostolique de Casanare (es) et évêque titulaire d'Avitta Bibba (de) de 1965 à 1977.